# Thamnosma pailensis
Thamnosma pailensis är en vinruteväxtart som beskrevs av M.C. Johnston. Thamnosma pailensis ingår i släktet Thamnosma och familjen vinruteväxter. Inga underarter finns listade i Catalogue of Life.